# Niger a 2008. évi nyári olimpiai játékokon
Niger a kínai Pekingben megrendezett 2008. évi nyári olimpiai játékok egyik részt vevő nemzete volt. Az országot az olimpián 3 sportágban 5 sportoló képviselte, akik érmet nem szereztek.

## Atlétika
Férfi

| Versenyszám   | Előfutam  | Előfutam | Előfutam | Elődöntő | Elődöntő | Elődöntő | Döntő   | Döntő    |         |
| Versenyszám   | Idő       | Hely.    | Össz.    | Idő      | Hely.    | Össz.    | Idő     | Helyezés |         |
| ------------- | --------- | -------- | -------- | -------- | -------- | -------- | ------- | -------- | ------- |
| Harouna Garba | 400 m gát | 55,14    | 7.       | 25.      | kiesett  | kiesett  | kiesett | kiesett  | kiesett |

Női

| Rachidatou Seini Maikido | 400 m | 1:03,19 | 7. | 49. | kiesett | kiesett | kiesett | kiesett | kiesett | kiesett | kiesett | kiesett |

## Taekwondo
Női

| Versenyszám          | Nyolcaddöntő      | Negyeddöntő                   | Elődöntő          | Vigaszág elődöntő | Bronz- mérkőzés   | Döntő             | Helyezés |          |
| Versenyszám          | Ellenfél Eredmény | Ellenfél Eredmény             | Ellenfél Eredmény | Ellenfél Eredmény | Ellenfél Eredmény | Ellenfél Eredmény | Helyezés |          |
| -------------------- | ----------------- | ----------------------------- | ----------------- | ----------------- | ----------------- | ----------------- | -------- | -------- |
| Lailatou Amadou Lele | Pehelysúly        | Débora Nunes (BRA) · kizárták | kiesett           | kiesett           |                   |                   |          | kizárták |

## Úszás
Férfi

| Versenyszám         | Előfutam   | Előfutam | Előfutam | Elődöntő | Elődöntő | Elődöntő | Döntő   | Döntő    |         |
| Versenyszám         | Idő        | Hely.    | Össz.    | Idő      | Hely.    | Össz.    | Idő     | Helyezés |         |
| ------------------- | ---------- | -------- | -------- | -------- | -------- | -------- | ------- | -------- | ------- |
| Mohamed Alhousseini | 50 m gyors | 30,90    | 4.       | 95.      | kiesett  | kiesett  | kiesett | kiesett  | kiesett |

Női

| Versenyszám         | Előfutam   | Előfutam | Előfutam | Elődöntő | Elődöntő | Elődöntő | Döntő   | Döntő    |         |
| Versenyszám         | Idő        | Hely.    | Össz.    | Idő      | Hely.    | Össz.    | Idő     | Helyezés |         |
| ------------------- | ---------- | -------- | -------- | -------- | -------- | -------- | ------- | -------- | ------- |
| Mariama Souley Bana | 50 m gyors | 40,83    | 8.       | 90.      | kiesett  | kiesett  | kiesett | kiesett  | kiesett |